# Neoplasia blástica de células dendríticas plasmocitoides
La Neoplasia blástica de células dendríticas plasmocitoides (NBCDP) es un tipo de neoplasia maligna hematológica derivada de las células dendríticas plasmocitoides (cDP). Su presentación clásicamente implica la presencia de lesiones cutáneas y compromiso de la médula ósea.

## Epidemiología
Es una enfermedad rara, con una incidencia aproximada de 0.04/100.000 habitantes, predominando principalmente en hombres entre los 60 y 70 años de edad.

## Clínica
Dentro de la literatura se describe principalmente el compromiso cutáneo como la forma más frecuente de presentación. Al igual que otras neoplasias hematológicas las células pueden infiltrar diferentes órganos, manifestándose como visceromegalia (hepatoesplenomegalia), linfoadenopatías y citopenias (compromiso de la médula ósea).

## Inmunofenotipo
Presencia de marcadores del linaje de células dendríticas plasmáticas como CD4+, CD56+ y CD123+. Otros marcadores que orientan específicamente a esta patología corresponden a CD303+, TCF4 y TCL1.

## Tratamiento
El año 2018 la FDA aprobó el Tagraxofusp como tratamiento de primera línea para la NBCDP.